# Олександрівська сільська рада (Голопристанський район)
Олександрівська сільська рада — адміністративно-територіальна одиниця та орган місцевого самоврядування в Голопристанському районі Херсонської області. Адміністративний центр — село Олександрівка.

## Загальні відомості
- Територія ради: 2,9 км²
- Населення ради: 880 осіб (станом на 2001 рік)

## Населені пункти
Сільській раді підпорядковані населені пункти:
- с. Олександрівка
- с. Вільна Україна
- с. Очаківське

## Склад ради
Рада складається з 16 депутатів та голови.
- Голова ради: Біла Віра Григорівна
- Секретар ради: Омельянова Валентина Миколаївна

### Керівний склад попередніх скликань
| Прізвище, ім'я, по батькові     | Основні відомості                                                 | Дата обрання | Дата звільнення |
| ------------------------------- | ----------------------------------------------------------------- | ------------ | --------------- |
| Глуховцов Михайло Олександрович | Сільський голова, 1965 року народження, безпартійний              | 26.03.2006   | 31.10.2010      |
| Біла Віра Григорівна            | Сільський голова, 1954 року народження, освіта вища, позапартійна | 31.10.2010   |                 |

Примітка: таблиця складена за даними сайту Верховної Ради України

### Депутати
За результатами місцевих виборів 2010 року депутатами ради стали:

#### За суб'єктами висування
| Суб'єкт висування | Кількість обраних депутатів | %    |
| ----------------- | --------------------------- | ---- |
| Партія регіонів   | 13                          | 81,3 |
| Самовисування     | 3                           | 18,8 |

#### За округами
| № округу        | Прізвище, ім'я, по батькові       | Дата визнання обраним | Освіта             | Партійна приналежність | Відомості про обраного депутата                                 |
| --------------- | --------------------------------- | --------------------- | ------------------ | ---------------------- | --------------------------------------------------------------- |
| Партія регіонів |                                   |                       |                    |                        |                                                                 |
| 1               | Левчук Ігор Олександрович         | 05.11.2010            | вища               | позапартійний          | Краснознам'янська загальноосвітня школа, вчитель                |
| 2               | Імшеницька Оксана Василівна       | 05.11.2010            | вища               | член Партії регіонів   | Краснознам'янська загальноосвітня школа, вчитель                |
| 3               | Омелянова Валентина Миколаївна    | 05.11.2010            | вища               | позапартійна           | тимчасово не працює                                             |
| 4               | Кузьма Любов Василівна            | 05.11.2010            | вища               | позапартійна           | дошкільний навчальний заклад «Барвінок», завідувач              |
| 5               | Єгорова Марина Миколаївна         | 05.11.2010            | середня            | член Партії регіонів   | дошкільний навчальний заклад «Барвінок», вихователь             |
| 6               | Верлата Світлана Володимирівна    | 05.11.2010            | середня            | позапартійна           | СКП «Ягорлик», бухгалтер                                        |
| 7               | Устименко Олександр Олександрович | 05.11.2010            | середня            | позапартійний          | сільське господарство «Зоря», механізатор                       |
| 9               | Стасюк Олександр Олександрович    | 05.11.2010            | середня            | член Партії регіонів   | одноосібник                                                     |
| 10              | Тонконцов Олександр Олександрович | 05.11.2010            | середня            | позапартійний          | одноосібник                                                     |
| 13              | Кисла Тамара Миколаївна           | 05.11.2010            | середня спеціальна | член Партії регіонів   | Пошта, листоноша                                                |
| 14              | Полещук Валентина Валентинівна    | 05.11.2010            | середня            | позапартійна           | тимчасово не працює                                             |
| 15              | Пинзару Семен Олександрович       | 05.11.2010            | середня спеціальна | позапартійний          | приватний підприємець                                           |
| 16              | Кур'янінов Віктор Михайлович      | 05.11.2010            | середня            | позапартійний          | сільське господарство «Зоря», механізатор                       |
| Самовисування   |                                   |                       |                    |                        |                                                                 |
| 8               | Устименко Тетяна Іванівна         | 05.11.2010            | вища               | позапартійна           | Краснознам'янська сільська рада, секретар                       |
| 11              | Сімчук Володимир Володимирович    | 05.11.2010            | вища               | позапартійний          | Краснознам'янська сільська рада, спеціаліст із земельних питань |
| 12              | Шаблій Ольга Миколаївна           | 05.11.2010            | вища               | позапартійна           | В/г А 1764, старший механік                                     |

## Населення
Згідно з переписом УРСР 1989 року чисельність наявного населення сільської ради становила 802 особи, з яких 365 чоловіків та 437 жінок.
За переписом населення України 2001 року в сільській раді мешкала 881 особа.

### Мова
Розподіл населення за рідною мовою за даними перепису 2001 року:
| Мова       | Відсоток |
| ---------- | -------- |
| українська | 86,36 %  |
| російська  | 11,82 %  |
| вірменська | 0,80 %   |
| молдовська | 0,34 %   |
| білоруська | 0,23 %   |
| інші       | 0,45 %   |